# ロメオ・バンディソン
ロメオ・バンディソン（Romeo Bandison 1971年2月12日- ）はオランダデン・ハーグ出身の元アメリカンフットボール選手。ヨーロッパ出身の選手として初めてNFL入りした選手である。ポジションはディフェンシブタックル。

## 経歴
カリフォルニア州の高校からオレゴン大学に進学した。チームは、1990年にフリーダムボウル、1992年にインデペンデンスボウルに出場した。
1994年のNFLドラフト3巡でクリーブランド・ブラウンズに指名された。
その後、ワシントン・レッドスキンズで1995年、1996年とプレーした。1996年のアリゾナ・カージナルス戦、第4ダウン23ヤードの場面でフェイスマスクの反則を犯し、その後カージナルスにFGを決められて、レッドスキンズは26-27で逆転負けを喫し、プレーオフ出場を逃した。1997年8月、レッドスキンズから解雇された。
1998年にはワールド・フットボール・リーグのアムステルダム・アドミラルズに所属、カート・ワーナー、ジェイク・デロームらとチームメートだった。
現役引退後、母校オレゴン大学でコーチキャリアをスタートした。ボイシ州立大学のアシスタントコーチを務め強力なランディフェンスを作り上げた。その後、2005年12月よりコロラド大学のアシスタントコーチを務めた。
2012年2月、ニューメキシコ州立大学のアシスタントコーチに就任した。

## NFLドラフトで指名を受けた他のヨーロッパ出身選手
彼の後、2009年にセバスティアン・ボルマー、2012年にマーカス・クーンがNFLドラフトで指名されている。